# Id Tech 5
Id Tech 5 — гральний рушій, який активно розробляється компанією id Software. Вперше анонсований на Worldwide Developers Conference 2007-го року Джоном Кармаком на восьмиядерному комп'ютері, але демоверсія використовувала тільки одне ядро з однопотоковим OpenGL. Нащадком id Tech 5 стала поліпшена його версія – гральний рушій id Tech 6.
На QuakeCon 2010 генеральний директор id Тодд Холленшед оголосив, що хоча id Tech 5 може надаватися внутрішнім розробникам ZeniMax Media, механізм не буде доступний для зовнішнього ліцензування. 10 листопада 2010 року було оголошено, що першим внутрішнім розробником ZeniMax, який працюватиме з двигуном, буде MachineGames.

## Використання
До початку використання id Tech 6, на основі id Tech 5 було випущено шість відеоігор.
- Rage (2011) – id Software[2]
- Wolfenstein: The New Order (2014) – MachineGames[3]
  - Wolfenstein: The Old Blood (2015) – MachineGames
- The Evil Within (2014) – Tango Gameworks
- Dishonored 2 (2016) – Arkane Studios[а 1][4][5][6]
  - Dishonored: Death of the Outsider (2017) – Arkane Studios
- The Evil Within 2 (2017) – Tango Gameworks[7][а 2][8]